# Benny Nielsen (svømmer)
 Der er flere personer med dette navn, se Benny Nielsen.
Benny Leo Nielsen (født 26. marts 1966 i Ålborg) er en tidligere dansk svømmer.
Benny Nielsen har trænet og boet flere år i USA i Californien og Florida. Han har trænererfaring fra Aalborg Svømmeklub, Politiets Ungdomsklub og som personlig træner for elitetriatleter og elitesvømmere. Han har taget dommerkurser i svømning og har siden 1989 været ansat hos Aalborg Politi.

## Vigtigste resultater
- Olympisk sølv 1988
- VM-bronze 1986
- EM-sølv + -bronze 1987
- EM-sølv 1985
- 40 gange dansk mester
- 4 gange USA-mester
- Politi-EM: guld 1990
- Dansk rekord i 200 meter butterfly: 1.57,74 minut , som i dag tilhører Viktor Bromer  1.55,29 nordisk rekord

## Privat liv
Han har to døtre; Mie og Anne.

## Udvalgsposter
- DIF’s aktivkomité: 1997-2005
- DIF’s bestyrelse: 2001-2005
- DIF’s elitesportudvalg: 1997-2001
- DIF’s ’idræt efter skoletid’-udvalg: Formand 2003-2005
- Idrættens Leder Akademi: 2003-2004